# Franc Kotnik mlajši
Franc Kotnik, slovenski podjetnik in lastnik velikega kmetijskega posestva, * 6. april 1871, Verd, † 2. avgust 1891, Verd. 

## Življenjepis
Franc Kotnik, starejši sin Franca Kotnika, je bil od leta 1883 do 1888 študent realke v Ljubljani. Po očetovi smrti 1890 je prevzel posestvo, tovarno parketa in opekarno na Verdu.